# Пащенко, Мария Рафаиловна
Па́щенко Мари́я Рафаи́ловна (род. 18 октября 1959, с. Кирсово, Комратский район, Молдавская ССР, СССР) — государственный деятель Приднестровской Молдавской Республики. Министр просвещения Приднестровской Молдавской Республики с 16 января 2007 по 24 января 2012. Кандидат педагогических наук (2004).

## Биография
Родилась 18 октября 1959 в селе Кирсово Комратского района Молдавской ССР (ныне в составе Комратского района АТО Гагаузии Республики Молдова). По национальности — украинка.

## Карьера
С 1981 работала в системе народного образования: была последовательно учителем химии, заместителем директора школы, директором школы, заместителем начальника Управления народного образования по научно-методической работе. В 2004 в Москве, в Институте развития профессионального образования министерства образования Российской Федерации защитила диссертацию на соискание учёной степени кандидата педагогических наук по теме «Программно-целевое развитие муниципального образовательного пространства».
С 2001 по 2006 — возглавляет Муниципальное учреждение «Управление народного образования Тирасполя», автор концепции и программы развития столичного образования, ряда комплексных целевых программ.
С 16 января 2007 по 30 декабря 2011 — министр просвещения Приднестровской Молдавской Республики. C 30 декабря 2011 по 24 января 2012 исполняла обязанности министра просвещения.
С 2017 — заместитель главы Государственной администрации Тирасполя и Днестровска по социальным вопросам.

## Семья
Замужем. Имеет двух сыновей, оба являются футболистами. Сергей Пащенко — вратарь бельцкой «Зари», а Александр Пащенко — экс-полузащитник кишинёвской «Дачии».

## Награды и звания
- Медаль «За трудовую доблесть»
- Отличник народного образования Приднестровской Молдавской Республики
- Заслуженный работник народного образования Приднестровской Молдавской Республики
- Лауреат городского конкурса «Признание» (2006)